# Salem, Salems kommun
Salem är centralort och en kommundel i Salems kommun. Den centrala bebyggelsen i kommundelen benämns också Salem, tidigare Salemstaden, och ingår liksom bostadsområdet Söderby i östra delen av kommundelen i tätorten Tumba och i postorten Rönninge. 

## Historia
Bebyggelsen i Salemstaden anlades i slutet av 1960-talet.

## Samhället
I Salem(staden) finns huvudsakligen trevåningshus och radhus. 
I Salems centrum finns butiker och restauranger, gatukök och pizzeria. I närheten av Salems centrum ligger ett badhus. Även Salems bibliotek och biografen Murgrönan ligger vid Salems centrum.
Stockholms sparbank etablerade ett kontor i Salem år 1968, då bankens enda kontor utanför Stockholms stad. SE-banken hade tidigare ett kontor i Salem, men det avvecklades på 1990-talet. Handelsbanken etablerade ett kontor år 2001. Swedbank stängde sitt kontor den 31 maj 2021. Två månader senare, den 28 juni 2021 stänger även Handelsbanken, varefter Salem kom att sakna bankkontor.